# Festival du film de Cottbus

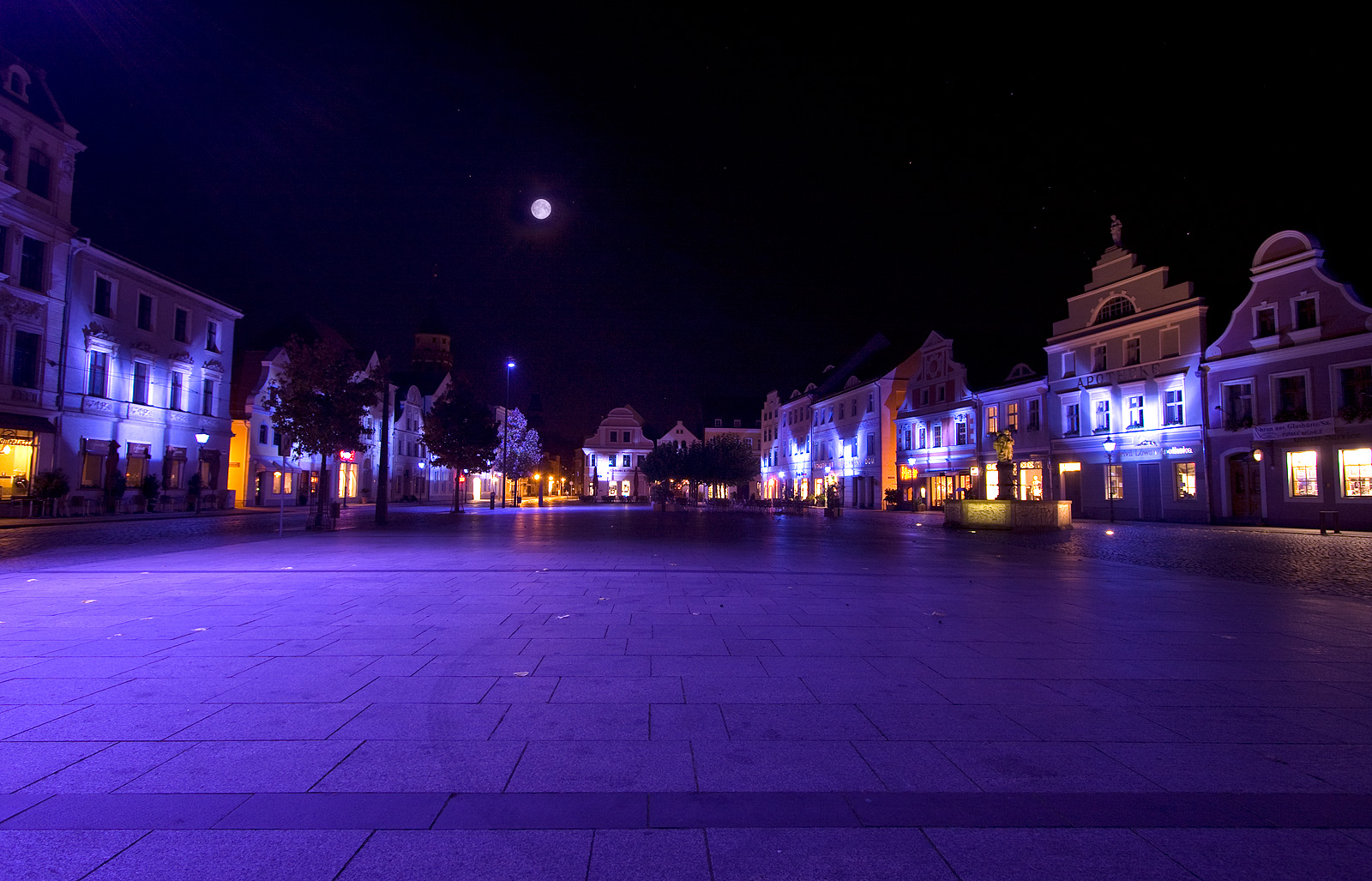
Le Altmarkt de Cottbus illuminé pendant le festival, 2008.

Le festival du film de Cottbus - Festival du cinéma est-européen de Cottbus est un festival cinématographique annuel qui se déroule dans la ville allemande de Cottbus.
Il est fondé en 1991, peu après la réunification allemande, à Cottbus, ville de l'ex-RDA, proche de la Pologne. Il est considéré comme le principal festival de cinéma de l'Europe centrale et orientale.

## Lauréats du grand prix du meilleur film
- 1991 : Meteo d'András Mèsz Monori
- 1992 : Maltschanieto (Das Schweigen) de Krassimir Krumow
- 1993 : Vsetko co mam rad (Alles, was ich mag) de Martin Šulík
- 1994 : Jeannot le Verseau (en polonais : Jańcio Wodnik) (en allemand : Janico, der Wassermann) de Jan Jakub Kolski
- 1995 : Záhrada (Le Jardin) de Martin Šulík
- 1996 : Bolse Vita (Bolsche Vita) de Ibolya Fekete
- 1997 : Comment la guerre a commencé sur mon île de Vinko Brešan
- 1998 : Le Fils adoptif (Beschkempir, Der Adoptivsohn) de Aktan Abdykalykov
- 1999 : V Leru (Müssiggang) de Janez Burger
- 2000 : Lost Killers de Dito Tsintsadze
- 2001 : Slogans de Gjergj Xhuvani
- 2002 : Divoké Vcely (Wilde Bienen) de Bohdan Sláma
- 2003 : Babusja (Granny) de Lidia Bobrova
- 2004 : Schizo de Guka Omarova
- 2005 : Od groba do groba (Von Grab zu Grab) de Jan Cvitkovič
- 2006 : Sutra ujutru (Morgen in der Früh) de Oleg Novkovic
- 2007 : Rassledwane (Die Untersuchung) de Iglika Trifonowa
- 2008 : Le Prisonnier (Gefangen) d'Alexei Utschitel
- 2009 : Ordinary People de Vladimir Perišić
- 2010 : White White World d'Oleg Novković
- 2011 : Portrait au crépuscule (Portret v Sumerkakh, Portrait im Zwielicht) d'Angelina Nikonova
- 2012 : Women's Day (pl) (Frauentag) de Maria Sadowska
- 2013 : Der Geograf, der den Globus austrank d'Aleksander Weledinski
- 2014 : Klass Korrektsii (Corrections Class) d'Ivan I. Tverdovski
- 2015 : Zvizdan (Mittagssonne) de Dalibor Matanić
- 2016 : Zoologiya (Zoologie) d'Ivan I. Tverdovski
- 2017 : Wild Roses (Dzikie Róze) d'Anna Jadowska
- 2018 : Ayka de Sergey Dvortsevoy
- 2019 : Sister (Sestra) de Svetla Tsotsorkova
- 2020 : Konferentsiya d'Ivan I. Tverdovski[2]
- 2021 : Cenzorka – 107 Mothers de Peter Kerekes

## Lauréats du prix du jury œcuménique
- 2009 : Tambour battant (Бубен, барабан) d'Alexeï Mizguirev (Russie)
- 2018 : Ayka (Айка) de Sergueï Dvortsevoï
- 2019 : Pun mjesec (Full Moon) de Nermin Hamzagić (Bosnie-Herzégovine)
- 2021 : Brighton 4th de Levan Koguashvili[3]